# Epirrhoe obscura
Epirrhoe obscura là một loài bướm đêm trong họ Geometridae.